# Nils Fredrik Frykholm
Nils Fredrik Frykholm, född 6 augusti 1823 på Jäders bruk i Västmanland, död 16 januari 1876 i Stockholm, var en svensk ingenjör och officer (major). Frykholm ansvarade för utbyggnaden av Södra stambanan mellan Malmö och Nässjö.

## Biografi
Frykholm föddes på Jäders bruk som son till en av brukets anställda. Han antogs vid Uppsala universitet 1842 och avlade redan 1843 en Juridisk preliminärexamen. Under åren 1846 till 1847 var han elev vid utbyggnad av bruksbyggnader i Västernorrland och Norrbotten samt blev 1848 biträdande ingenjör för väg- och vattenbyggnader i Värmland. Han tog examen vid Högre artilleriläroverket i Marieberg i Stockholm 1851 och blev samma år utnämnd till löjtnant i den nyligen uppsatta Väg- och vattenbyggnadskåren. Han befordrades till kapten 1857 och slutligen till major 1873.
Kåren stod under Civildepartementet och var ytterst viktig för utbyggnaden av det svenska järnvägsnätet under 1800-talet. Frykholm blev ingenjör vid Statens järnvägsbyggnader den 1 november 1857 och ansvarade för utbyggnaden av en del av Södra stambanan, linjen Malmö-Nässjö. Detta gjorde att han under flera år hade sitt kontor i Hässleholm. Frykholm ritade även Helsingborgs första centralstation som stod klar 1865.
På 1860-talet blev han intendent och chef för tredje järnvägsdistriktet, med placering i Malmö för att den 9 juni 1871 utnämnas till inspektor vid byråavdelningen vid Statens Järnvägar i Stockholm med en årslön på 6000 riksdaler. Frykholm dog i Stockholm den 16 januari 1876 som ogift. Han begravdes på Galärvarvskyrkogården i Stockholm. Frykholmsgatan i Hässleholm är uppkallad efter honom.

## Utmärkelser
- Riddare av Vasaorden - 1863
- Riddare av danska Dannebrogorden - 1865